# Jusztinián György Serédi
Jusztinián György Serédi, O.S.B., nascido György Szapucsek (23 de abril de 1884 – 29 de março de 1945) foi um Cardeal da Igreja Católica Romana, Arcebispo de Esztergom e Príncipe Primaz da Hungria. Ele ajudou a salvar milhares de refugiados poloneses, incluindo milhares de judeus poloneses, auxiliando Henryk Sławik e seus associados, como József Antall Senior.

## Vida
De uma família eslovaca de artesãos vindos, pisou György Serédi 1901 como irmão Jusztinián na beneditino - Archabbey de Pannonhalma na Hungria, e estudou os assuntos em diferentes casas da Ordem filosofia e teologia católica . Em 14 de julho de 1908, recebeu o sacramento da Ordem e depois viveu como monge em Roma. Lá, ele fazia parte da faculdade do Colégio Internacional Sant'Anselmo em Roma e serviu por algum tempo o cargo de Procurador Geral da Congregação Beneditina Húngara.
Papa Pio XI. nomeado Serédi em dezembro de 1927 Arcebispo de Esztergom e Primaz da Hungria e levou-o no mesmo mês como um padre cardeal com a igreja titular de San Gregorio Magno al Celio no Colégio dos Cardeais por diante. A ordenação episcopal recebeu Jusztinián Serédi pelo Papa Pio XI. em 8 de janeiro de 1928. Ele foi senador da Hungria e participou do Conclave de 1939. Com sua feroz resistência, Serédi contribuiu significativamente para o fato de que o reformado Reichsverweser Miklós Horthy em 1942 desistiu de seus planos e de sua corte kamarilla para estabelecer uma dinastia.
Depois de saber do bombardeio completo de Budapeste, ele adoeceu e morreu em 29 de março de 1945 em Esztergom de um ataque cardíaco. Serédi foi enterrado na catedral da arquidiocese.